# Gisant

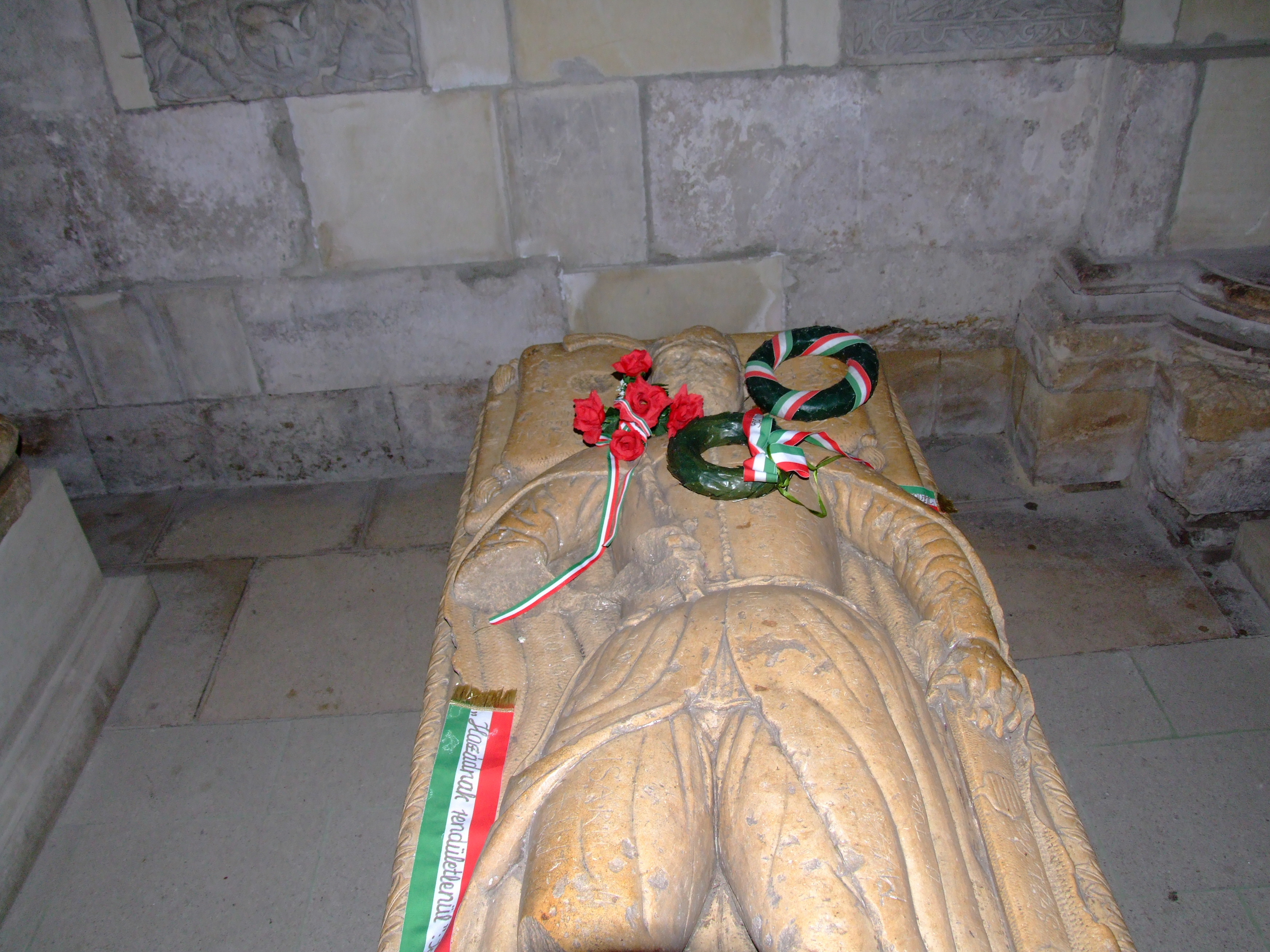
Mormântul lui Ioan de Hunedoara în nava de sud a Catedralei Catolice din Alba Iulia

Gisant (din franceză gésir = a zăcea; gisant = zăcând) se numește un monument funerar pe a cărui lespede este reprezentat, culcat, defunctul. 

Gisantul apare în arta occidentală, în România întâlnindu-se în special în Transilvania, în arta gotică și cea barocă. Un exemplu este mormântul lui Ioan de Hunedoara, care se găsește în nava de sud a Catedralei Catolice din Alba Iulia.
În Țara Românească se găsește un gisant gotic excepțional la Biserica Domnească din Curtea de Argeș (mormântul lui Negru Vodă). De asemenea, Matei Basarab a comandat lui Elias Nicolai, unul din cei mai însemnați sculptori renascentiști din Transilvania, lespezi funerare cu gisanți. 
În Moldova, acoperământul de mormânt al Mariei de Mangop, a doua soție a domnitorului Ștefan cel Mare, o reprezintă pe Doamna Maria moartă, în chip de “gisant” occidental, înveșmântată într-o mantie de ceremonie, brocart ornat cu rodii și motive florale stilizate, cu mâinile încrucișate pe piept.